# ملكية شاملة

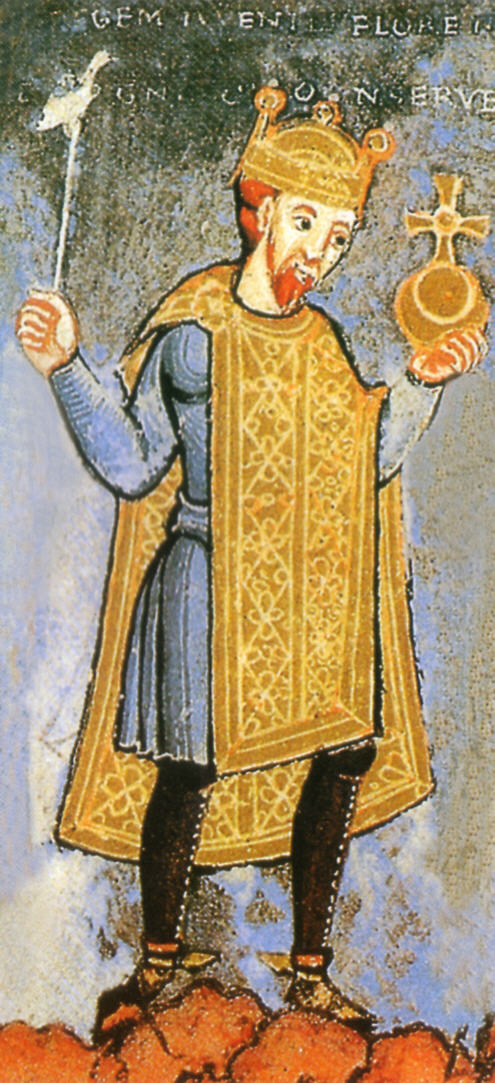

الملكية الشاملة عبارة عن مفهوم وموقف سياسي يتم النظر فيه إلى ملكية واحدة على أنها تسيطر بشكل فريد على كل الأماكن الأخرى (أو على الأقل جزء مسيطر من منطقة أو مناطق سياسية جغرافية) أو على أنها تكون لها سيادة خاصة على كل الدول الأخرى (أو على الأقل كل الدول في المنطقة أو المناطق).

## الفكرة
تختلف الملكية الشاملة عن الملكية العادية في أن الملكية الشاملة لا تدين بالفضل لأية دولة أخرى وتؤكد على درجة من درجات السيادة الكاملة على منطقة ما أو الهيمنة على دول أخرى.
وقد ظهر هذا المفهوم في أوروبا وآسيا. ويقترن هذا المفهوم بمفهوم الإمبراطورية، إلا أنه ينطوي على ما هو أكثر ببساطة من امتلاك سلطة القيادة.
وتنطوي العبارة اللاتينية Dominus Mundi، والتي تعني إله العالم، على هذا المفهوم. رغم أنه في الواقع العملي لم تسيطر أية ملكية شاملة على العالم بشكل كامل، إلا أنه ربما يبدو للعديد من الأشخاص، خصوصًا في فترة ما قبل الحداثة، أن ذلك قد حدث.
ومن بين منتقدي هذا المفهوم في أوروبا في العصور الوسطى فلاسفة مثل نيكول أورسيم وإيراسموس; في حين أن دانتي وجويلاوم بوستيل كانا من بين المؤيدين. وفي وقت لاحق، سعى البروتستانت إلى رفض المفهوم، حيث ربطوا بينه وبين الكاثوليكية.

## معلومات تاريخية

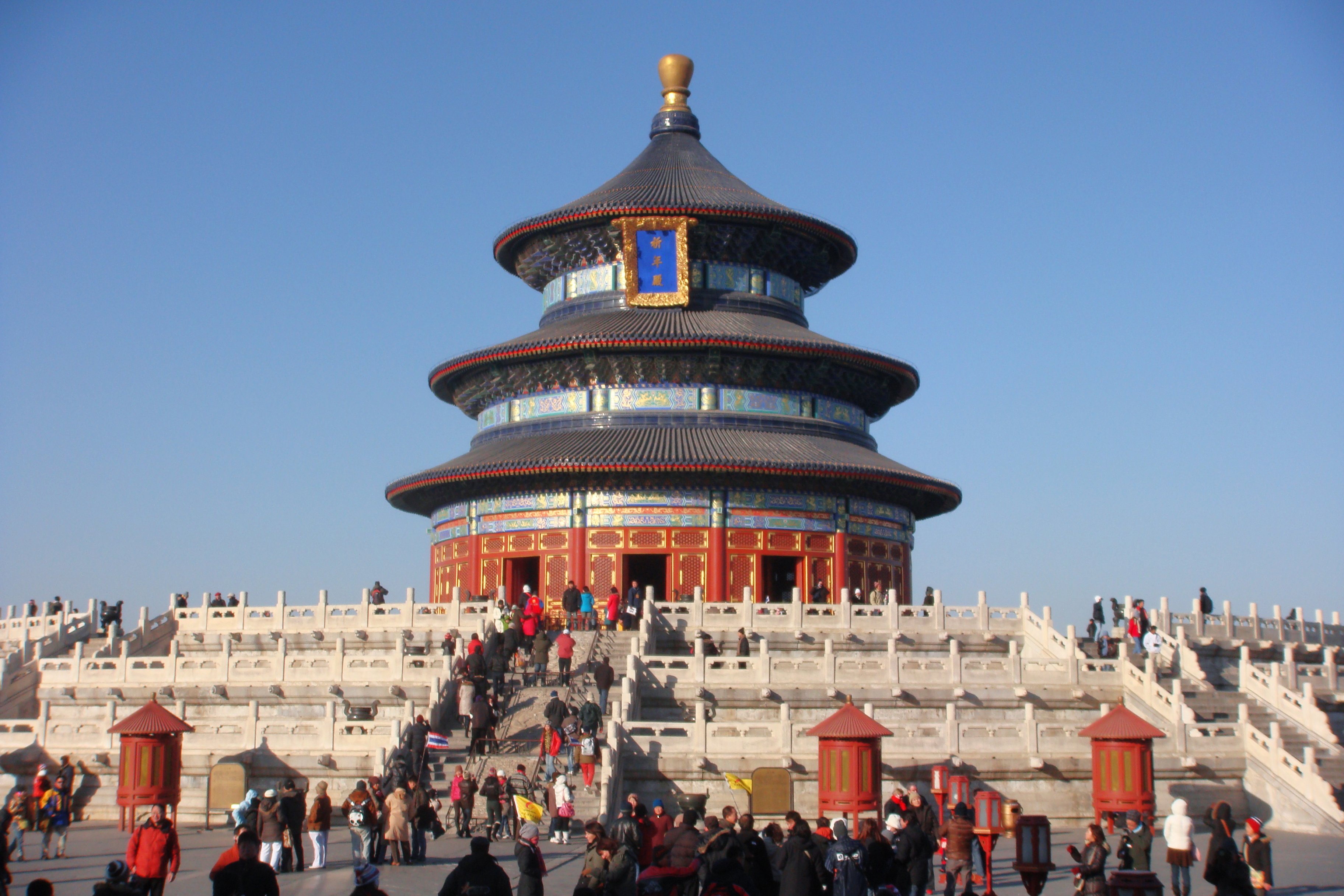
معبد السماء في بكين، الصين.

### أوروبا
في أوروبا، يمكن رؤية تعبير الملكية الشاملة على أنه سلطة قيادة فعلية إجمالية في الإمبراطورية الرومانية، وعلى أنه الدولة المهيمنة «ذات السيادة الوحيدة» أثناء الفترة البيزنطية، حيث كان يستحوذ الإمبراطور بفضل كونه رئيسًا للعالم المسيحي على كل الملوك الآخرين رغم أنه في الواقع العملي، كان لا يمكن فرض ذلك. وقد مر التصور البيزنطي عبر مرحلتين، في البداية على النحو الذي طرحه يسابيوس بأنه طالما أنه هناك إله واحد، فإنه لا يمكن أن يكون هناك أكثر من إمبراطور واحد والذي تطور في القرن العاشر إلى تصور الإمبراطور على أنه رب الأسرة لأسرة من الملوك الذين كانوا يمثلون الحكام الآخرين في العالم. وقد كانت تلك التصورات بمثابة سمة من سمات الإمبراطورية العثمانية التالية، خصوصًا عندما تم تعزيز الحكم العسكري من خلال الخلافة الإٍسلامية.
وربما ظهرت فكرة إمبراطور السيادة الفريد في الغرب مع شارلمان والإمبراطورية الرومانية المقدسة. وقد كانت فكرة الإمبراطورية الرومانية المقدسة التي تمتلك السيادة الخاصة على أنها ملكية شاملة فكرة محترمة من قبل القوى المحيطة والدول الخاضعة لها، حتى عندما تعرضت تلك الإمبراطورية للتقسيم الشديد. ويمكن النظر إلى رمزية عبارة A.E.I.O.U. في فترة فريدريك الثالث على أنها تعبير عن فكرة إخضاع كل الدول لحكم ملكي واحد.
وقد كانت إمبراطورية تشارلز الخامس، التي كانت تضم مساحة كبيرة من أوروبا الغربية والأمريكتين «أقرب مثال يمكن أن يرى العالم بعد الكلاسيكي من خلاله الملكية التي حكمت العالم بمختلف أرجائه، وبالتالي، فإنها أقرب مثال على سلطة القيادة الشاملة» منذ الإمبراطورية الرومانية. It was envisaged by its supporters as a religiously inclusive world empire.
وبالتالي، يمكن أن تصبح فكرة الملكية الشاملة اعتمادًا على الهيمنة وليس على الحكم الإجمالي واسع النطاق مشابهة لمحاولة فرنسا لفرض سيطرتها على أوروبا الغربية، خصوصًا أثناء حكم لويس الرابع عشر، والتي تجسدت في مفهوم لويس الرابع عشر على أنه «ملك الشمس» والذي تصبح فيه كل الملكيات الأخرى مجرد ملكيات تابعة.
وربما ازدهرت الملكية الشاملة في كلا طرفي أوروبا، في بريطانيا وروسيا. كانت الملكية الشاملة الروسية أرثوذكسية وأوتوقراطية وقد سيطرت على إمبراطورية متجاورة مترامية الأطراف في مختلف أرجاء أوروبا وآسيا، ويمكن أن نرى أنها تتشابه وتختلف مع الحكم البيزنطي.[بحاجة لمصدر] أما الملكية الشاملة البريطانية فكانت "بروتستانتية" وتجارية وبحرية وحرة" ولم تكن تتكون من مناطق متجاورة. وقد كانت تتشابه وتختلف مع الإمبراطورية الإسبانية. وفي حين أن الكاثوليكية كانت توفر الوحدة الأيديولوجية للإمبراطورية الإسبانية، إلا أن التنوع البروتستانتي ربما أدى إلى "الفرقة وليس الوحدة". وحتى وقت متأخر، لم يتم النظر إلى الاتحادية والسيطرة الاقتصادية على أنها وسيلة لتوفير الوحدة التي لا يمكن أن يوفرها التنوع الديني، كما هو الحال مع فكرة الاتحادية الاستعمارية الذي روج له جوزيف تشامبرلين.
وقد اقترب نابليون من خلق شيء يشبه الملكية الشاملة من خلال حصاره القاري وقانون نابليون، إلا أنه فشل في احتلال كل أرجاء أوروبا. وآخر محاولة لخلق الملكية الشاملة الأوروبية كانت من خلال الإمبراطورية الألمانية في الحرب العالمية الأولى. فإذا تمكنت ألمانيا في حينها من الانتصار، فإن القيصر الألماني كان سيحكم أغلب أرجاء أوروبا.

### آسيا
حدثت عملية موازية لتلك العملية في آسيا. في حين أنه في الغرب كان لقب الإمبراطور بحلول القرن التاسع عشر قد تم تجريده من الدلالات الدينية وكان ينظر إليه بشكل كامل من الناحية السياسية، فإن هذا المصطلح في شرق آسيا هو مصطلح ديني بشكل كامل، حيث يعني بشكل عامل «ابن السماء». وهنا، يعني هذا المصطلح الحكم «السماوي» («المملكة السماوية»)، على النقيض من الملوك الذين يحكمون بين السماء والأرض، والذين يمتد الأمر بهم إلى اليوم ليشتملوا على الرؤساء الذين هم مجرد حكام أرضيين. لقد كانت الإمبراطورية الصينية ملكية شاملة كان ينظر فيها إلى كل الممالك الأخرى على أنهم تابعون لها. وقد استخدم المغول هذا المفهوم، حيث تمكنوا أثناء فترة جنكيز خان من فرض هذا المفهوم بشكل أكثر اتساعًا من الصين. وتتبع المحاولة اليابانية لتوحيد جنوب شرق آسيا في مجال الازدهار المشترك لشرق آسيا الكبرى تحت قيادة الإمبراطور هيروهيتو النموذج الذي وضعته الإمبراطورية الألمانية وجوزيف تشامبرلين للحكم الإمبراطوري اعتمادًا على الاتحاد الاقتصادي، بما يتوافق مع الأفكار الدينية اليابانية.
ومفهوم تشاكرافارتين الهندي/البوذي هو تصوير نموذجي لمثال الملكية الشاملة.